# Останній рейд
«Останній рейд» (англ. The Missing) — американський фільм-вестерн 2003 року режисера Рона Говарда з Томмі Лі Джонсом і Кейт Бланшетт у головних ролях. Сценарій заснований на романі Томаса Ейдсона «Остання поїздка» (англ. The Last Ride) 1996 року. Дія фільму розгортається у 1885 році в Нью-Мексико, де головний герой намагається врятувати свою онуку й інших дівчат, яких викрала місцева банда індіанців. У фільмі використовується автентична мова апачів.
Виробники фільму — компанії Revolution Studios, Imagine Entertainment і Daniel Ostroff Productions, дистриб'ютори — Columbia Pictures (Sony Pictures Releasing).

## Сюжет
У кінці XIX століття в Нью-Мексико до самотньої матері Магдалени "Меггі" Ґілкесон несподівано повертається її батько Семюел Джонс, якого вона звинувачує в смерті матері та залишає без прощення. Невдовзі на поселення нападає банда апачів на чолі з Пеш-Чідіном, відомим як Ель Брухо. Вони вбивають чоловіків, зокрема хлопця Меггі, та викрадають жінок і дівчат, зокрема її старшу доньку Ліллі, щоб продати в рабство в Мексику.
Меггі змушена об'єднатися з батьком, аби врятувати доньку. Разом із молодшою дочкою Дот вони вирушають у переслідування. До них приєднуються друг Джонса — апач Кайїта та його син Гонеско, наречена якого теж серед полонянок.
Після низки небезпечних сутичок і втрати союзників, групі вдається врятувати дівчат. У вирішальній битві на гірському схилі Джонс жертвує собою, щоб урятувати Меггі, й гине разом із Ель Брухо. Меггі повертається додому з тілами загиблих і врятованими дівчатами, сильніша і з болем, але з надією.

## Акторський склад
- Томмі Лі Джонс — Семюел Джонс
- Кейт Бланшетт — Меггі (Магдалена) Гілкесон
- Еван Рейчел Вуд — Ліллі Гілкесон
- Дженна Бойд — Дот Гілкесон
- Аарон Екгарт — Брейк Болдвін
- Вел Кілмер — лейтенант Джим Дюшарм
- Серхіо Кальдерон — Еміліано
- Ерік Швейг — Чідін
- Елізабет Мосс — Енн
- Стів Рівіс — Два Камені
- Джей Таваре — Каїта
- Саймон Бейкер — Хонеско
- Деріл Луджан — Наажан / Мисливець
- Девід Мідтандер — розвідник апачі
- Клінт Говард — шериф Перді
- Рей Маккіннон — Рассел Віттік
- Макс Перліх — Ісаак Еджерлі

## Сприйняття
«Останній рейд» отримав неоднозначні відгуки критиків. На Rotten Tomatoes, агрегаторі рецензій, рейтинг схвалення фільму становить 58 % на основі 173 рецензій; середня оцінка 6,10/10. На Metacritic фільм отримав 55 балів зі 100 на основі 40 критиків, що означає «змішані або середні відгуки».
Фільм добре сприйняло індіанське населення Сполучених Штатів. Багато хто відзначив якісне відтворення діалекту апачів та акторів, які навчилися розмовляти діалектом чірікауа (Томмі Лі Джонс, Джей Таваре, Саймон Бейкер та інші). Після виходу фільму студенти-індіанці заявили, що він викликав у них гордість за своє походження.
«Останній рейд» заробили 27 млн доларів на внутрішньому ринку та 11,4 млн — на міжнародному, загалом світовий прокат зібрав $38,4 млн при бюджеті в приблизно 60 мільйонів доларів.